# 76
Évszázadok: i. e. 1. század – 1. század – 2. század
Évtizedek: 20-as évek – 30-as évek – 40-es évek – 50-es évek – 60-as évek – 70-es évek – 80-as évek – 90-es évek – 100-as évek – 110-es évek – 120-as évek
Évek: 71 – 72 – 73 – 74 –  75 – 76 – 77 – 78 – 79 – 80 – 81

## Események

### Római Birodalom
- Vespasianus császárt (helyettese január 13-tól vagy márciustól Caesar Domitianus, májustól Lucius Tampius Flavianus, novembertől Galeo Tettienus Petronianus) és fiát, Titus Caesar Vespasianust (helyettese Marcus Pompeius Silvanus Staberius Flavianus és Marcus Fulvius Gillo) választják consulnak.
- Sextus Iulius Frontinus britanniai kormányzó legyőzi a walesi szilurokat.
- Elfogják és szeptember 23-án kivégzik Linust, Róma keresztény püspökét. Utóda Anacletus.

## Születések
- január 24. – Hadrianus római császár († 138)

## Halálozások
- szeptember 23. - Linus pápa
- Quintus Asconius Pedianus, római történetíró

## Fordítás
- Ez a szócikk részben vagy egészben  az   AD 76 című angol Wikipédia-szócikk ezen változatának fordításán alapul.  Az eredeti cikk szerkesztőit annak laptörténete sorolja fel. Ez a jelzés csupán a megfogalmazás eredetét és a szerzői jogokat jelzi, nem szolgál a cikkben szereplő információk forrásmegjelöléseként.